# Leea indica
Espèce
Classification phylogénétique
Leea indica est une espèce de plantes arbustives. Elle appartient à la famille des Leeaceae selon la classification classique, ou à celle des Vitaceae selon la classification phylogénétique.
Elle est originaire d'Asie (tempérée et tropicale) et d'Océanie : Chine, Bangladesh, Bhoutan, Inde, Népal, Sri Lanka, Cambodge, Laos, Birmanie, Thaïlande, Viêt Nam, Indonésie, Malaisie, Papouasie-Nouvelle-Guinée, Philippines, Singapour et Australie. Elle est également issue du Pacifique : Fidji, Îles Salomon et Vanuatu.
Ce sont des arbustes, parfois de petits arbres, qui vivent entre 200 et 1200 mètres d'altitude.

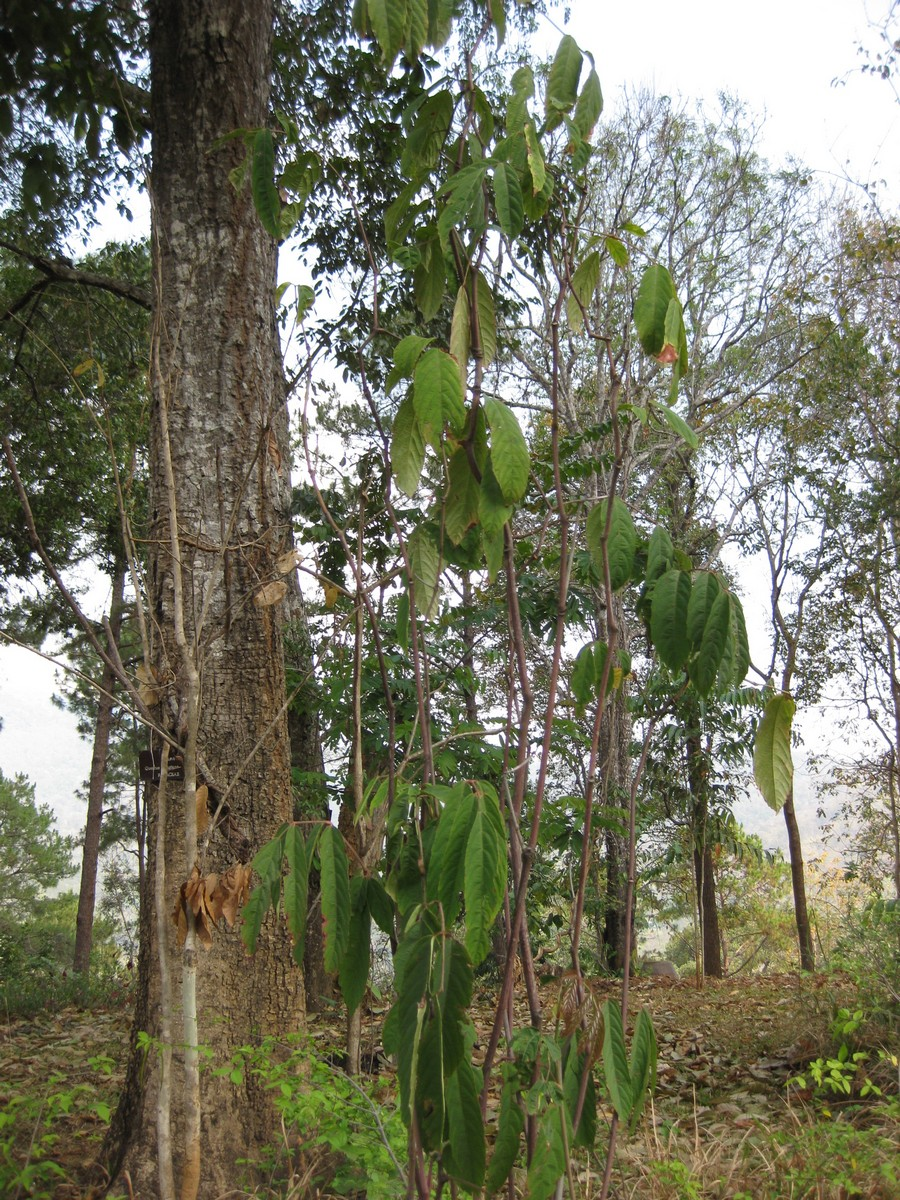
Arbuste Leea indica (en premier plan), Jardin botanique de la reine Sirikit, Thaïlande

## Synonymes
- Staphylea indica Burm.f.
- Leea sambucina Willd.
- Leea umbraculifera C.B.Clarke